# Elio
Ten artykuł dotyczy trwającego wydarzenia. Informacje w nim zamieszczone mogą się zmienić lub zdezaktualizować wraz z postępem zdarzenia, a początkowe doniesienia mogą być niepewne. Ostatnie zmiany tego artykułu mogą nie odzwierciedlać najbardziej aktualnych informacji.
Elio (ang. Elio) – amerykański film animowany z gatunku science-fiction produkcji wytwórni Walt Disney Pictures i Pixar w reżyserii Domee Shi, Madeline Sharafian oraz Adriana Moliny. W wersji oryginalnej głosów postaciom użyczyli m.in. Yonas Kibreab, Jameela Jamil, Brad Garrett, Zoe Saldaña, Remy Edgerly oraz Shirley Henderson.
Film miał się pojawić w USA 13 czerwca 2025 roku, lecz ostatecznie został wydany tydzień później.

## Obsada głosowa
- Yonas Kibreab - Elio Solis
- Jameela Jamil - Ambasador Questa
- Brad Garrett - Lord Grigon
- Zoe Saldaña - Olga Solis
- Remy Edgerly
- Shirley Henderson